# Nyctonympha annulipes
Nyctonympha annulipes är en skalbaggsart som först beskrevs av Belon 1897.  Nyctonympha annulipes ingår i släktet Nyctonympha och familjen långhorningar. Inga underarter finns listade i Catalogue of Life.